# 安徽省人民政府国有资产监督管理委员会
安徽省人民政府国有资产监督管理委员会，简称安徽省国资委，是中华人民共和国安徽省人民政府直属正厅级特设机构。根据安徽省人民政府授权，代表安徽省人民政府履行出资人职责，监管安徽省属企业（根据安徽省政府授权监管相关金融类企业）的国有资产。

## 监管企业
截至2021年12月，安徽省国资委共有监管企业29家：
- 马钢（集团）控股有限公司（宝武集团绝对控股，安徽省国资委仍保留参股地位，持股比例49%）
- 安徽省交通控股集团有限公司
- 安徽海螺集团有限责任公司
- 安徽省能源集团有限公司
- 淮北矿业（集团）有限责任公司
- 淮河能源控股集团有限责任公司
- 安徽国元金融控股集团有限责任公司
- 安徽省投资集团控股有限公司
- 铜陵有色金属集团控股有限公司
- 安徽江淮汽车集团股份有限公司
- 皖北煤电集团有限责任公司
- 华安证券股份有限公司
- 安徽省引江济淮集团有限公司
- 安徽省港航集团有限公司
- 安徽叉车集团有限责任公司
- 安徽省国有资本运营控股集团有限公司
- 安徽建工集团有限公司
- 安徽民航机场集团有限公司
- 安徽省农垦集团有限公司
- 煤炭工业合肥设计研究院有限责任公司
- 安徽军工集团控股有限公司
- 安徽皖维集团有限责任公司
- 安徽省皖中集团有限责任公司
- 中煤矿山建设集团有限责任公司
- 安徽省旅游集团有限责任公司
- 安徽省徽商集团有限公司
- 安徽省盐业投资控股集团有限公司
- 安徽省华强工贸集团有限责任公司
- 安徽淮海实业发展集团有限公司
- 安徽省通航控股集团有限公司